# Lijst van rijksmonumenten in Zweeloo
De plaats Zweeloo telt 10 inschrijvingen in het rijksmonumentenregister. Hieronder een overzicht. 
| Object                                                                                 | Oorspronkelijke functie? | Bouwjaar                                                    | Architect              | Locatie               | Coördinaten?                  | Nr.?   | Afbeelding        |
| -------------------------------------------------------------------------------------- | ------------------------ | ----------------------------------------------------------- | ---------------------- | --------------------- | ----------------------------- | ------ | ----------------- |
| Boerderij met achterbaander en onderschoer onder rieten schilddak                      | Boerderij                | 17e eeuw (kern)                                             |                        | Klooster 17-19        | 52° 47' 48" NB, 6° 43' 55" OL | 41514  | Meer afbeeldingen |
| Dwarsdeelboerderij onder rieten wolfsdak met aangebouwde schuur onder rieten schilddak | Boerderij                | 1800-1850                                                   |                        | Kruisstraat 21        | 52° 47' 33" NB, 6° 43' 49" OL | 41515  | Meer afbeeldingen |
| Boerderij met achterbaander                                                            | Boerderij                | mog. 18e eeuw                                               |                        | Kruisstraat 18        | 52° 47' 35" NB, 6° 43' 58" OL | 41516  | Meer afbeeldingen |
| Hervormde kerk                                                                         | Kerk en kerkonderdeel    | 1250-1300 waarsch. 17e eeuw (koorsluiting) 1929-'30 (rest.) | G. Hoekzema (1929-'30) | De Wheem 10           | 52° 47' 35" NB, 6° 44' 9" OL  | 41517  | Meer afbeeldingen |
| Boerderij in ambachtelijk-traditionele stijl met bestraat erf                          | Boerderij                | 18e eeuw (in aanleg) 1850-1900 (verb.)                      |                        | Marktstraat 3         | 52° 47' 38" NB, 6° 43' 52" OL | 478009 | Meer afbeeldingen |
| Dubbel woonhuis met aangebouwde schuur                                                 | Woonhuis                 | ca. 1870 (woonhuis) waarsch. ca. 1890 (schuur)              |                        | Klooster 3-5          | 52° 47' 37" NB, 6° 43' 48" OL | 478010 | Meer afbeeldingen |
| Smederij                                                                               | Nijverheid               | 1920 ca. 1930 (uitbr.)                                      |                        | De Wheem 2            | 52° 47' 35" NB, 6° 44' 2" OL  | 478012 | Meer afbeeldingen |
| Dubbele boerderij in ambachtelijke stijl                                               | Boerderij                | vroege 18e eeuw (in oorsprong) 1850-1900 (gevels)           |                        | Kruisstraat 23-25     | 52° 47' 33" NB, 6° 43' 54" OL | 478148 | Meer afbeeldingen |
| Houten bijschuur in ambachtelijk-traditionele stijl                                    | Boerderij                | 1800-1850                                                   |                        | bij Kruisstraat 23-25 | 52° 47' 33" NB, 6° 43' 55" OL | 478149 | Meer afbeeldingen |
| Houten bijschuur in ambachtelijk-traditionele stijl met een gemetselde basis           | Boerderij                | 1800-1850                                                   |                        | bij Kruisstraat 23-25 | 52° 47' 33" NB, 6° 43' 55" OL | 478150 | Meer afbeeldingen |